# LDV Cub

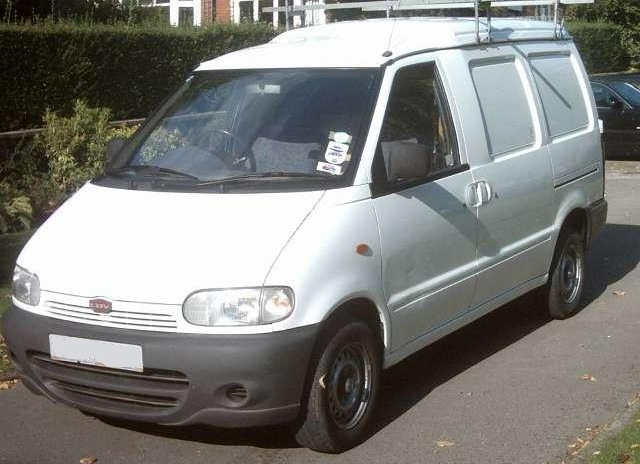
LDV Cub

De LDV Cub was een tussen 1996 en 2001 door het Engelse bedrijf LDV in Spanje geproduceerde bestelwagen op basis van de Nissan Vanette. Het was de kleinste bestelbus van LDV.
De motor is een 2.3 L diesel en verkrijgbaar in gesloten bestelwagen en een bestelwagen met dubbelecabine(aanemersuitvoering). De auto is op de badge na identiek aan de Nissan Vanette en Serena.